# Paralomis
Paralomis és un gènere de crustacis decàpodes de l'infraordre Anomura.

## Taxonomia
Inclou les següents espècies:
- Paralomis africana Macpherson, 1982
- Paralomis anamerae Macpherson, 1988
- Paralomis arae Macpherson, 2001
- Paralomis arethusa Macpherson, 1994
- Paralomis birsteini Macpherson, 1988
- Paralomis bouvieri Hansen, 1908
- Paralomis cristulata Macpherson, 1988
- Paralomis cubensis Chace, 1939
- Paralomis dawsoni Macpherson, 2001
- Paralomis echidna Ahyong, 2010
- Paralomis elongata Spiridonov, Turkay, Arntz & Thatje, 2006
- Paralomis erinacea Macpherson, 1988
- Paralomis formosa Henderson, 1888
- Paralomis gowlettholmes Ahyong, 2010
- Paralomis granulosa (Jacquinot, 1847)
- Paralomis hirtella de Saint Laurent & Macpherson, 1997
- Paralomis jamsteci Takeda & Hashimoto, 1990
- Paralomis mendagnai Macpherson, 2003
- Paralomis microps Filhol, 1884
- Paralomis multispina (Benedict, 1894)
- Paralomis poorei Ahyong, 2010
- Paralomis spectabilis Hansen, 1908
- Paralomis spinosissima Birstein & Vinogradov, 1972
- Paralomis staplesi Ahyong, 2010
- Paralomis stevensi Ahyong & Dawson, 2006
- Paralomis taylorae Ahyong, 2010
- Paralomis tuberipes Macpherson, 1988
- Paralomis verilli (Benedict, 1894)
- Paralomis webberi Ahyong, 2010
- Paralomis zealandica Dawson & Yaldwyn, 1971